# Bosglimmer
De bosglimmer (Orthonevra brevicornis) is een vliegensoort uit de familie van de zweefvliegen (Syrphidae). De wetenschappelijke naam van de soort is voor het eerst geldig gepubliceerd in 1843 door Loew.